# Oxykanos
Oxykanos (auch Portikanos † 325 v. Chr.) war ein Fürst des antiken indischen Stammes der Praister. Er leistete den Truppen  Alexanders des Großen während dessen Indienfeldzug Widerstand und wurde getötet.
Das Reich des Oxykanos erstreckte sich wohl am östlichen Ufer des Indus. Als Alexander der Große nach dem durch sein Heer erzwungenen Abbruch des weiteren östlichen Vormarschs durch Indien im Frühjahr 325 v. Chr. längs des Unterlaufs des Indus zog und in die Nähe von Oxykanos’ Territorium kam, schickte dieser keine Gesandte zu ihm und begab sich auch nicht selbst zum Makedonenkönig, um ihm seine Unterwerfung anzubieten. Daraufhin fiel Alexander mit seinen Truppen in Oxykanos’ Land ein, um es militärisch zu erobern. Bald erstürmte er zwei größere Städte und belagerte dann den indischen Fürsten selbst zwei Tage lang in einer weiteren Stadt unbekannten Namens. Am dritten Tag erwog Oxykanos die Übergabe der Stadt und wollte daher Gesandte zwecks der Aufnahme von Verhandlungen zu Alexander schicken. Die Makedonen hatten es aber zu diesem Zeitpunkt bereits vermocht, eine Bresche in jene Festung zu schlagen, in der sich Oxykanos aufhielt. Sie drangen in die Burg ein, doch der indische Fürst widersetzte sich ihnen mit relativ wenigen Männern energisch, bis er im Kampf den Tod fand. Das Makedonenheer nahm noch weitere Orte ein, die zu Oxykanos’ Reich gehörten. Sofern sich diese Orte nicht freiwillig ergaben, wurden sie schwer bestraft.